# Liste der Kulturdenkmale in Flensburg-Sandberg
In der Liste der Kulturdenkmale in Flensburg-Sandberg sind alle Kulturdenkmale des Stadtteils Sandberg der schleswig-holsteinischen Stadt Flensburg aufgelistet. Der Erstellung diente insbesondere die im Hauptartikel gelistete Literatur (Stand: 16. Juni 2025).
Die Bodendenkmale sind in der Liste der Bodendenkmale in Flensburg erfasst.

## Legende
In den Spalten befinden sich folgende Informationen:
- Objekt-ID: die Nummer des Kulturdenkmales
- Lage: die Adresse des Kulturdenkmales und die geographischen Koordinaten. Kartenansicht, um Koordinaten zu setzen. In der Kartenansicht sind Kulturdenkmale ohne Koordinaten mit einem roten Marker dargestellt und können in der Karte gesetzt werden. Kulturdenkmale ohne Bild sind mit einem blauen Marker gekennzeichnet, Kulturdenkmale mit Bild mit einem grünen Marker.
- Offizielle Bezeichnung: Bezeichnung des Kulturdenkmales
- Beschreibung: die Beschreibung des Kulturdenkmales
- Bild: ein Bild des Kulturdenkmales

## Sachgesamtheiten
| Objekt-ID | Lage                                          | Offizielle Bezeichnung     | Beschreibung | Bild |
| --------- | --------------------------------------------- | -------------------------- | --- | ---- |
| 51220     | Mittelstraße 20 (54° 46′ 45″ N, 9° 26′ 28″ O) | Gewerbehof Mittelstraße 20 | Gewerbehof; um 1860, E. 19. Jh.; Hofanlage aus eingeschossigem Vorderhaus in geschlämmtem Backstein, Hofgebäude in Gelbstein, eingeschossigem Werkstattgebäude und durchgängiger Hofpflasterung aus Lesesteinen - Begründung: geschichtlich, städtebaulich - Schutzumfang: Wohnhaus mit Hofplasterung, Hofgebäude, Werkstattgebäude | BW   |

## Mehrheit von baulichen Anlagen
| Objekt-ID | Lage | Offizielle Bezeichnung                              | Beschreibung | Bild |
| --------- | --- | --------------------------------------------------- | --- | --- |
| 39695     | Mittelstraße 9, 11, 13, 15, 17, 19, 21 (54° 46′ 46″ N, 9° 26′ 29″ O)                                                             | Wohnhausreihe Mittelstraße 9-21                     | Wohnhausreihe Mittelstraße 9-21; Mitte 19. Jh.; Baureihe aus schlichten ein- und zweigeschossigen Putzbauten unter gemeinsamen Satteldächern - Begründung: geschichtlich, städtebaulich - Schutzumfang: Wohnhäuser Mittelstraße 9, 11, 13, 15, 17, 19, 21 | BW |
| 20479     | Sandberg 29, 31, 33 (54° 46′ 48″ N, 9° 26′ 37″ O)                                                                                | Mietwohnungshäuser Sandberg 29-33                   | Mietshausgruppe Sandberg 29–33; 1906–07, Maurermeister Christian Hummel; geschlossene Reihe aus drei viergeschossigen Putzbauten in großstädtischer Prägung mit zeittypischer Putz- und Backsteingliederung, Fassaden geprägt durch Zwerchgiebel und Balkonachsen, Nr. 33 südlich abschließend als Eckgebäude - Begründung: geschichtlich, städtebaulich - Schutzumfang: Mietwohnungshäuser Sandberg 29, 31, 33 | BW |
| 20581     | Teichstraße 33, 35, 37, 39, 42, 44, 46, 48, 50, Munketoft 21, 23, 25, 30, 32, 34, 36, Mühlendamm 2 (54° 46′ 42″ N, 9° 26′ 30″ O) | Mietwohnungshäuser Teichstraße/Munketoft/Mühlendamm | Mietwohnungshäuser Teichstraße 33-39 u. 42-50 / Munketoft 21-25 u. 30-36 / Mühlendamm 2; Ende 19. / Anfang 20. Jh., Johann Bruhn, Jacob August Bandholz u.a.; die Straßengabelung Munketoft Teichstraße beschreibende Gruppe aus 16 drei- und viergeschossigen Mietwohnungshäusern in geschlossener und halboffener Bebauung, Gebäude entlang der Teichstraße aus dem ausgehenden 19. Jh. mit repräsentativen spätklassizistischen Fassaden, am Munketoft im Detail vielfältige Gestaltung mit historisierenden und Jugendstilelementen aus der Zeit um 1900. - Begründung: geschichtlich, künstlerisch, städtebaulich - Schutzumfang: Mietwohnungshäuser Mühlendamm 2; Munketoft 21, 23, 25, 30, 32, 34, 36; Teichstraße 33, 35, 37, 39, 42, 44, 46, 48, 50 | [[Vorlage:Bilderwunsch/code!/O:Mietwohnungshäuser Teichstraße/Munketoft/Mühlendamm!/C:54.778379,9.441559!/D:Teichstraße 33, 35, 37, 39, 42, 44, 46, 48, 50, Munketoft 21, 23, 25, 30, 32, 34, 36, Mühlendamm 2, Mietwohnungshäuser Teichstraße/Munketoft/Mühlendamm!/\|BW]] |
| 49052     | Voigtstraße 24, 26, 27, 28, 29, 30, 31, 32, 33, 34, 35, 36, 37, 39 (54° 46′ 45″ N, 9° 26′ 41″ O)                                 | Mietwohnungshäuser Voigtstraße 24-39                | Mietshausgruppe Voigtstraße 24–39; um 1903–06 Maurermeister Christian Hummel für den Flensburger Arbeiter-Bauverein; beidseitige geschlossene Bebauung der südl. Voigtstraße mit Vorgartenzone, dreigeschossige Mietwohnungshäuser in variierten schlichten Formen zwischen Historismus und Jugendstil - Begründung: geschichtlich, städtebaulich - Schutzumfang: Wohnhaus (Voigtstraße 24), Mietwohnungshäuser (Voigtstraße 26, 27, 28, 29, 30, 31, 32, 33, 34, 35, 36, 37, 39) | BW |
| 49133     | Waitzstraße 18, 20, 29, 31a, 31b (54° 46′ 46″ N, 9° 26′ 25″ O)                                                                   | Mietwohnungshäuser Waitzstraße 18-20, 29-31b        | Mietwohnungshäuser Waitzstraße 18-20 u. 29-31b; 1897-1908, Gebrüder Jensen, Baugeschäft Schwark und Körner, Baugeschäft Johann Bruhn, Zimmermeister J. Hentschel, Maurermeister Jacob August Bandholz; Gruppe aus fünf viergeschossigen Putzbauten in geschlossener Bebauung beidseitig der Waitzstraße, aufwändige Fassadengestaltung mit historisierenden und Jugendstil-Elementen - Schutzumfang: Mietwohnungshäuser Waitzstraße 18, 29, 31a, 31b, Wohn- und Geschäftshaus Waitzstraße 20 - Begründung: Geschichtlich, Künstlerisch, Städtebaulich | BW |

## Bauliche Anlagen und Gründenkmale
| Objekt-ID     | Lage                                                                            | Offizielle Bezeichnung                 | Beschreibung | Bild                             |
| ------------- | ------------------------------------------------------------------------------- | -------------------------------------- | --- | -------------------------------- |
| 1831          | Heinrichstraße 19 (54° 46′ 54″ N, 9° 26′ 29″ O)                                 | ehem. Amtsverwalterhaus (Nebengebäude) | Alteintragung (Aktualisierung vorgesehen) - Begründung: geschichtlich, künstlerisch, städtebaulich - Schutzumfang: Alteintragung (Aktualisierung vorgesehen) - Denkmaltyp: Bauliche Anlage | Fotos hochladen                  |
| 14436         | Heinrichstraße 21 (54° 46′ 54″ N, 9° 26′ 26″ O)                                 | Ortskrankenkasse                       | Ortskrankenkasse der Stadt Flensburg; 1930/31, Architekt Karl Bernt; dreigeschossiger Klinkerbau in Ecklage mit Walmdach; anspruchsvolle Klinkerornamentik, Haupteingang mit Freitreppe und weit auskragendem Vordach betont - Begründung: geschichtlich, künstlerisch, städtebaulich - Schutzumfang: gesamtes Objekt - Denkmaltyp: Bauliche Anlage | BW                               |
| 1832 Wikidata | Heinrichstraße 34 (54° 46′ 55″ N, 9° 26′ 30″ O)                                 | Industrie- und Handelskammer           | Alteintragung (Aktualisierung vorgesehen) - Begründung: geschichtlich, künstlerisch, städtebaulich - Schutzumfang: gesamtes Objekt - Denkmaltyp: Bauliche Anlage | weitere Fotos \| Fotos hochladen |
| 45462         | Heinrichstraße (54° 46′ 54″ N, 9° 26′ 23″ O)                                    | Eisenbahnbrücke                        | Eisenbahnbrücke; 1929; auf Anlage der Hafenbahn um 1852–54 zurückgehend, genietete Eisenkonstruktion mit Widerlagern in Stahlbeton, scharrierte Oberflächen - Begründung: geschichtlich, städtebaulich, technisch - Schutzumfang: gesamtes Objekt - Denkmaltyp: Bauliche Anlage, Sachgesamtheit: Bahnbrücken, Hafenbahn | BW                               |
| 10194         | Kappelner Straße 36 (54° 46′ 54″ N, 9° 26′ 57″ O)                               | Müllerwohnhaus                         | Alteintragung (Aktualisierung vorgesehen) - Begründung: Alteintragung (Aktualisierung vorgesehen) - Schutzumfang: Alteintragung (Aktualisierung vorgesehen) - Denkmaltyp: Bauliche Anlage | Fotos hochladen                  |
| 10195         | Kappelner Straße 36 (54° 46′ 57″ N, 9° 26′ 56″ O)                               | Wirtschaftsgebäude                     | Alteintragung (Aktualisierung vorgesehen) - Begründung: - Schutzumfang: Alteintragung (Aktualisierung vorgesehen) - Denkmaltyp: Bauliche Anlage | BW                               |
| 14028         | Mittelstraße 20 (54° 46′ 45″ N, 9° 26′ 28″ O)                                   | Wohnhaus                               | Wohnhaus; um 1860; eingeschossiger Backsteinbau, traufständig mit Satteldach, geschlämmte Fassade über Natursteinsockel, übergiebeltes Mittelzwerchhaus, Fenster mit flachen Blendbögen - Begründung: geschichtlich, städtebaulich - Schutzumfang: Wohnhaus, Hofplasterung - Denkmaltyp: Bauliche Anlage, Sachgesamtheit: Gewerbehof Mittelstraße 20 | BW                               |
| 6739          | Sünderup-Hof 1 (54° 46′ 26″ N, 9° 27′ 45″ O)                                    | Gutshaus Sünderuphof                   | Alteintragung (Aktualisierung vorgesehen) - Begründung: geschichtlich, künstlerisch, städtebaulich - Schutzumfang: Alteintragung (Aktualisierung vorgesehen) - Denkmaltyp: Bauliche Anlage | Fotos hochladen                  |
| 6740          | Sünderup-Hof 1 (54° 46′ 25″ N, 9° 27′ 42″ O)                                    | Scheune                                | Alteintragung (Aktualisierung vorgesehen) - Begründung: Alteintragung (Aktualisierung vorgesehen) - Schutzumfang: Alteintragung (Aktualisierung vorgesehen) - Denkmaltyp: Bauliche Anlage | Fotos hochladen                  |
| 6741          | Sünderup-Hof 1 (54° 46′ 26″ N, 9° 27′ 43″ O)                                    | Stallgebäude                           | Alteintragung (Aktualisierung vorgesehen) - Begründung: Alteintragung (Aktualisierung vorgesehen) - Schutzumfang: Alteintragung (Aktualisierung vorgesehen) - Denkmaltyp: Bauliche Anlage | BW                               |
| 9048          | Sünderup-Hof 1 (54° 46′ 25″ N, 9° 27′ 40″ O)                                    | Borkenhäuschen                         | Alteintragung (Aktualisierung vorgesehen) - Begründung: Alteintragung (Aktualisierung vorgesehen) - Schutzumfang: Alteintragung (Aktualisierung vorgesehen) - Denkmaltyp: Bauliche Anlage | BW                               |
| 346           | Waitzstraße 1 (54° 46′ 53″ N, 9° 26′ 28″ O)                                     | Amtsverwalter-Wohnhaus                 | Alteintragung (Aktualisierung vorgesehen) - Begründung: geschichtlich, künstlerisch, städtebaulich - Schutzumfang: Alteintragung (Aktualisierung vorgesehen) - Denkmaltyp: Bauliche Anlage | Fotos hochladen                  |
| 1326          | Waitzstraße 3 (54° 46′ 52″ N, 9° 26′ 28″ O)                                     | Neues Amtshaus                         | Alteintragung (Aktualisierung vorgesehen) - Begründung: Alteintragung (Aktualisierung vorgesehen) - Schutzumfang: Alteintragung (Aktualisierung vorgesehen) - Denkmaltyp: Bauliche Anlage | Fotos hochladen                  |
| 29135         | Waitzstraße 5 (54° 46′ 51″ N, 9° 26′ 28″ O)                                     | Landeszentralbibliothek                | Landeszentralbibliothek; 1985–88, Architekten v. Bassewitz, Schramm, Hupertz; zweigliedriger Gelbsteinbau in Giebelstellung, dreigeschossig mit moderaten Satteldächern, Bürobau und Magazin mit Lisenen- und Zwerchhausgliederung, eingeschobener Lesesaal, eingeschossig mit organisch geschwungener Glasfront, qualitätvolle bauzeitliche Ausstattung; gestalteter Außenraum mit Bronzeplastik - Begründung: geschichtlich, wissenschaftlich, künstlerisch, städtebaulich - Schutzumfang: Landeszentralbibliothek, Außenraum, Bronzeplastik - Denkmaltyp: Bauliche Anlage | BW                               |
| 1898 Wikidata | Zur Johannismühle 1 (ehemals Kappelner Straße 36) (54° 46′ 54″ N, 9° 26′ 58″ O) | Windmühle St. Johannis                 | Alteintragung (Aktualisierung vorgesehen); Zweistöckiger Galerieholländer von 1808 - Begründung: Alteintragung (Aktualisierung vorgesehen) - Schutzumfang: Alteintragung (Aktualisierung vorgesehen) - Denkmaltyp: Bauliche Anlage | weitere Fotos \| Fotos hochladen |

## Ehemalige Kulturdenkmale
| Objekt-ID | Lage                                            | Offizielle Bezeichnung         | Beschreibung | Bild |
| --------- | ----------------------------------------------- | ------------------------------ | --- | ---- |
| 29134     | Waitzstraße 1 - 3 (54° 46′ 53″ N, 9° 26′ 28″ O) | ehem. Kreishaus Flensburg-Land | Alteintragung (Aktualisierung vorgesehen); Kreishaus-Ensemble des Kreises Flensburg-Land - Begründung: geschichtlich, künstlerisch, städtebaulich - Schutzumfang: Alteintragung (Aktualisierung vorgesehen) - Denkmaltyp: Bauliche Anlage | BW   |

## Quelle
- Liste der Kulturdenkmale in Schleswig-Holstein – Stadt Flensburg (PDF)